# Cibatu (Cibatu, Purwakarta)
Cibatu is een bestuurslaag in het regentschap Purwakarta van de provincie West-Java, Indonesië. Cibatu telt 2782 inwoners (volkstelling 2010).